# Heilig-Kreuz-Kirche (Göllheim)
Die Heilig-Kreuz-Kirche ist eine abgegangene Kirche in Göllheim, einer Ortsgemeinde im Donnersbergkreis in Rheinland-Pfalz.

## Lage
Das Bauwerk befand sich auf halber Höhe der Steigstraße, direkt hinter dem niedergelegten Kirchheimer Tor – dessen Steine für die Errichtung der kleinen Kirche benutzt wurden – und etwa 50 Meter vor der heutigen Kirche.

## Geschichte
Dieses zweite historisch fassbare katholische Gotteshaus in Göllheim wurde Anfang des 19. Jahrhunderts nach immer wieder aufgetretenen Spannungen mit der protestantischen Gemeinde wegen des Simultaneums errichtet.
Baubeginn war im August 1810; als Heilig Kreuz-Kirche wurde sie am 14. September 1817 durch den Bischof Joseph Ludwig Colmar geweiht. Nur wenige Jahrzehnte später traten durch den nachträglichen Einbau eines Turmes und den schlechten Baugrund massive Schäden an der neuen Kirche auf, deren Beseitigung so kostspielig gewesen wäre, dass 1888 der Bau einer neuen Kirche beschlossen wurde.
Nach deren Fertigstellung 1911 wurde ein Großteil des Inventars der alten Kirche verkauft bzw. an benachbarte Kirchen abgegeben und die Kirche selbst in den Folgejahren abgetragen. Ihr Standort ist heute noch durch eine von den Grundmauern eingefasste Rasenfläche an der Steigstraße gekennzeichnet. Der Grundstein befindet sich an der Außenmauer zum neuen Kirchenvorplatz.
Von der Ausstattung haben sich vor Ort eine Kreuzigungsgruppe, die Figur des heiligen Nepomuks, ein Gemälde der Kreuzigung von 1826 und der spätgotische Taufstein erhalten. In Privatbesitz befinden sich mehrere Heiligenfiguren. Das Hochaltarbild (Christus am Kreuz) sowie ein Mariengemälde gelangten in die frühere Pfarrkirche St. Oswald in Boßweiler.

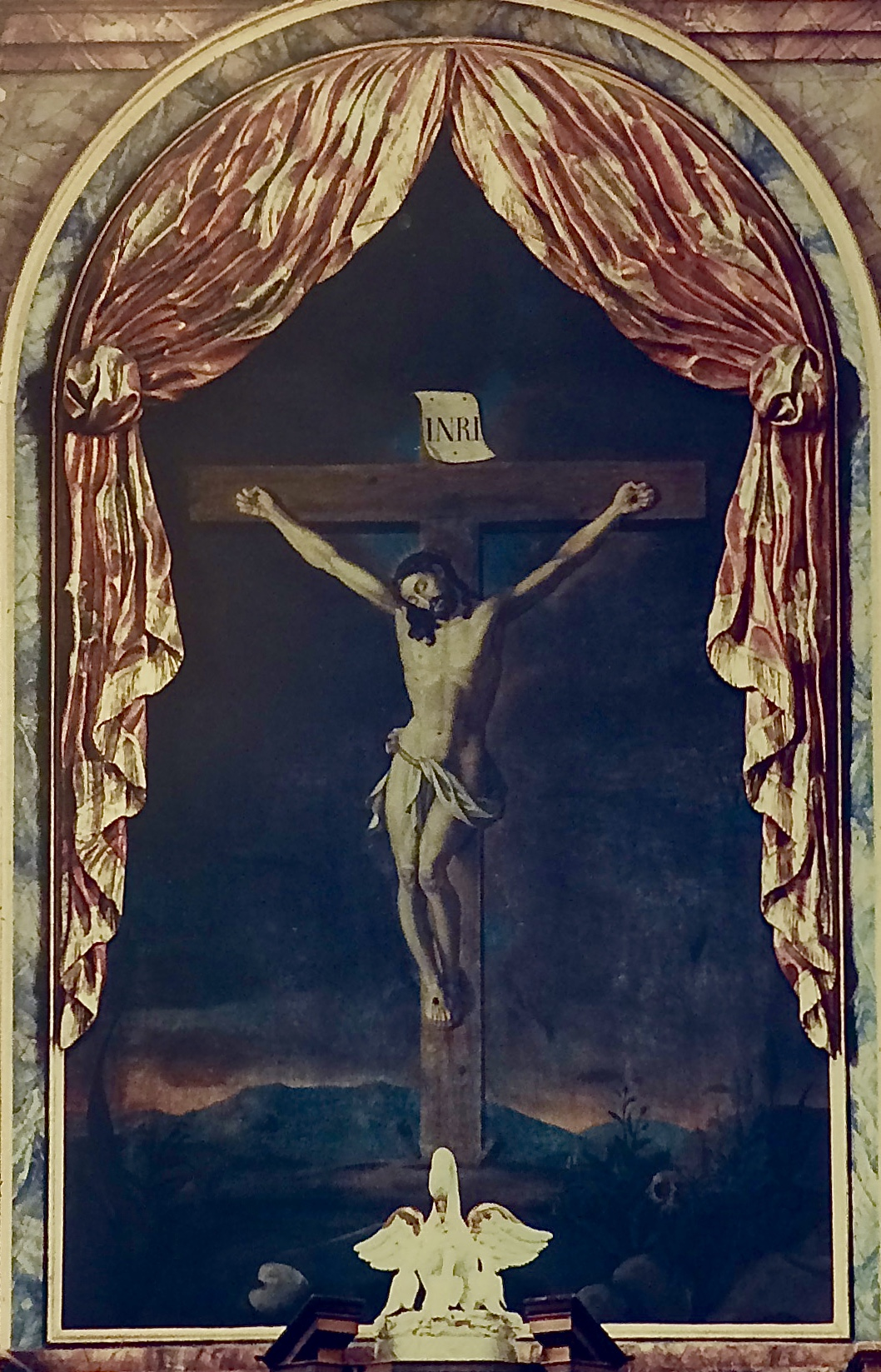
Christus am Kreuz (Hauptaltarbild), heute in Boßweiler
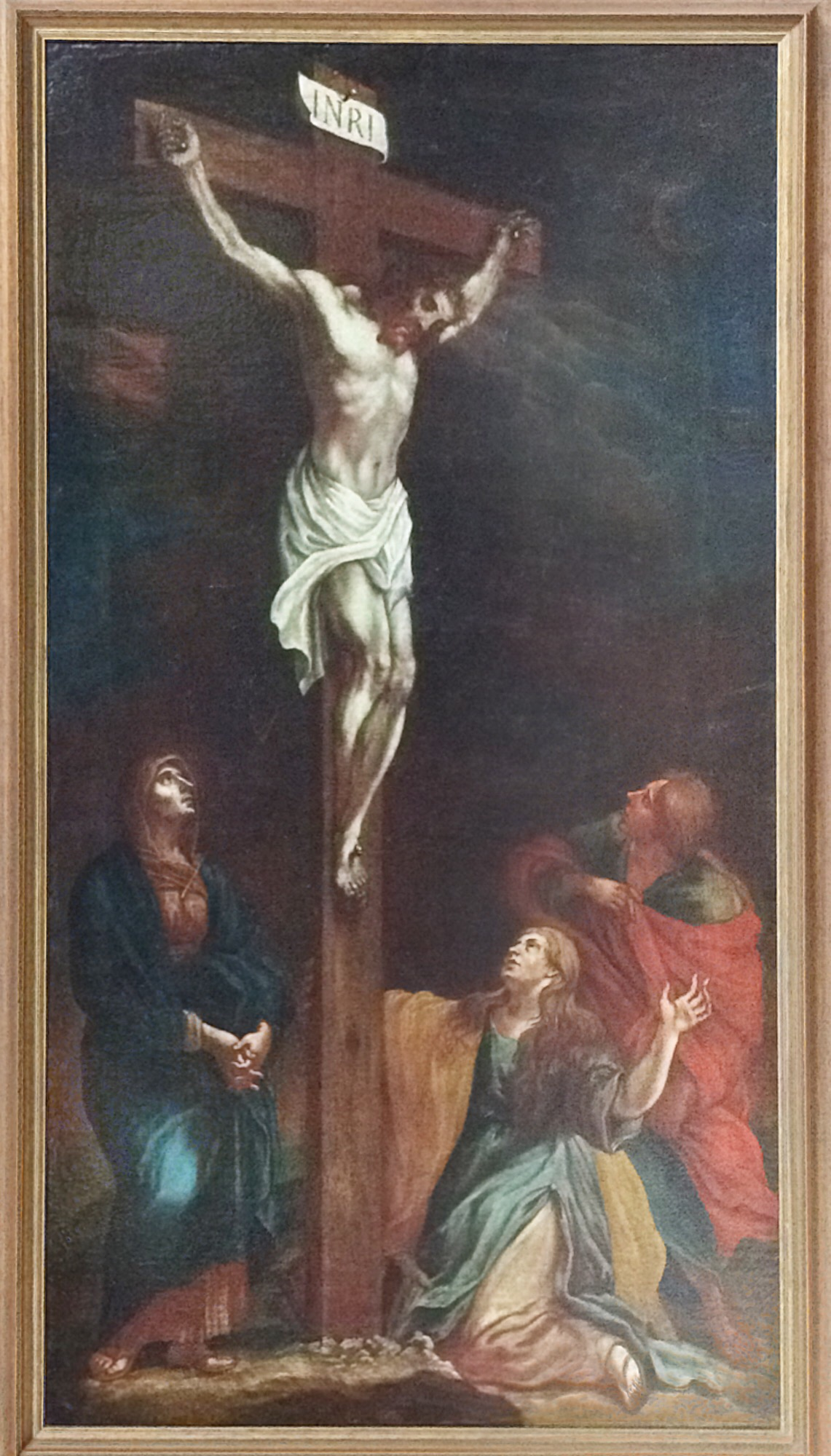
Darstellung der Kreuzigung von 1826
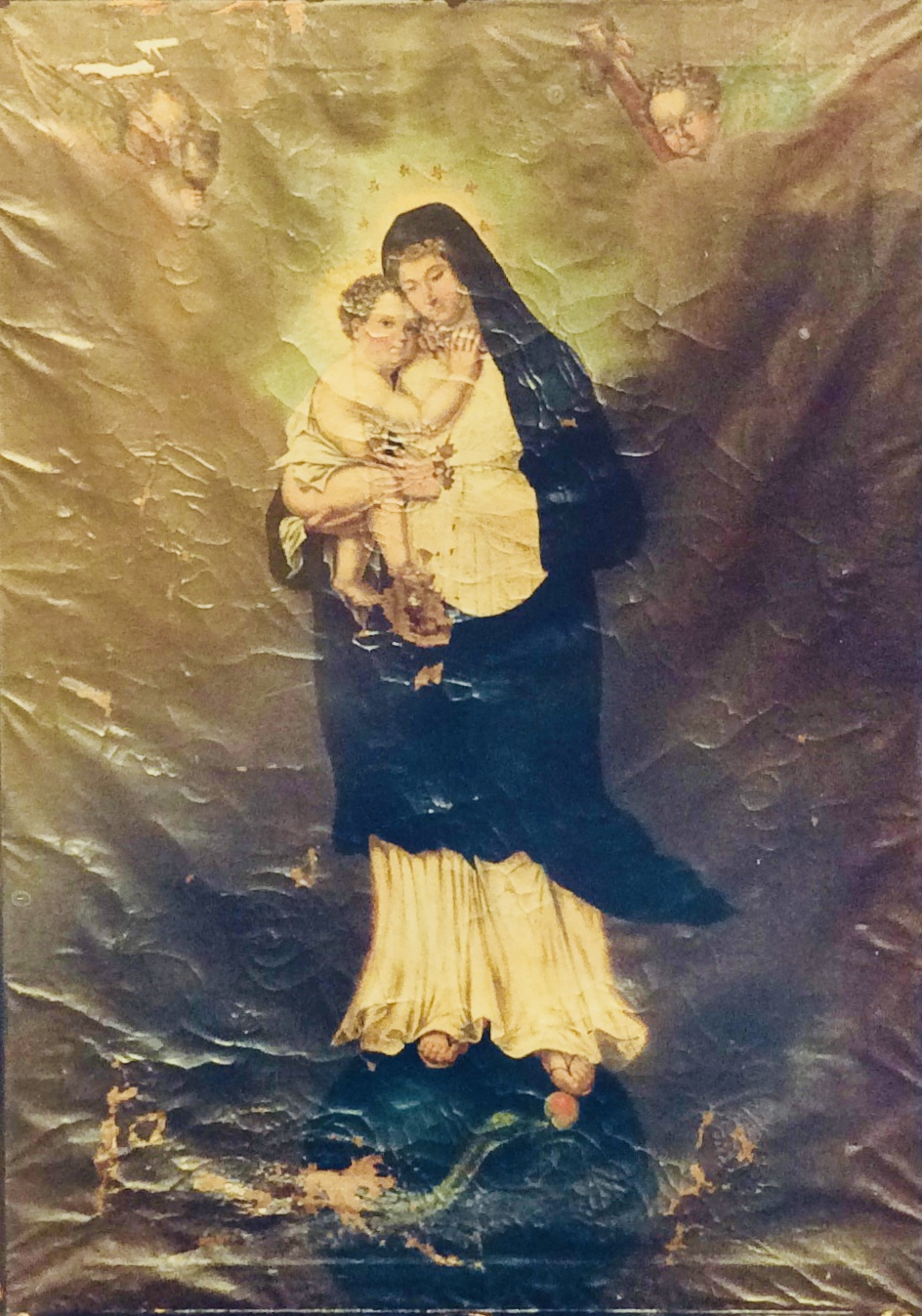
Marienbild des Seitenaltares, heute in Boßweiler
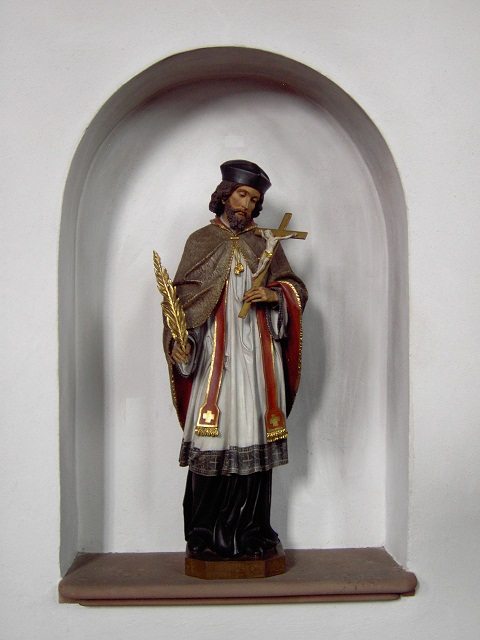
Statue des hl. Johannes Nepomuk
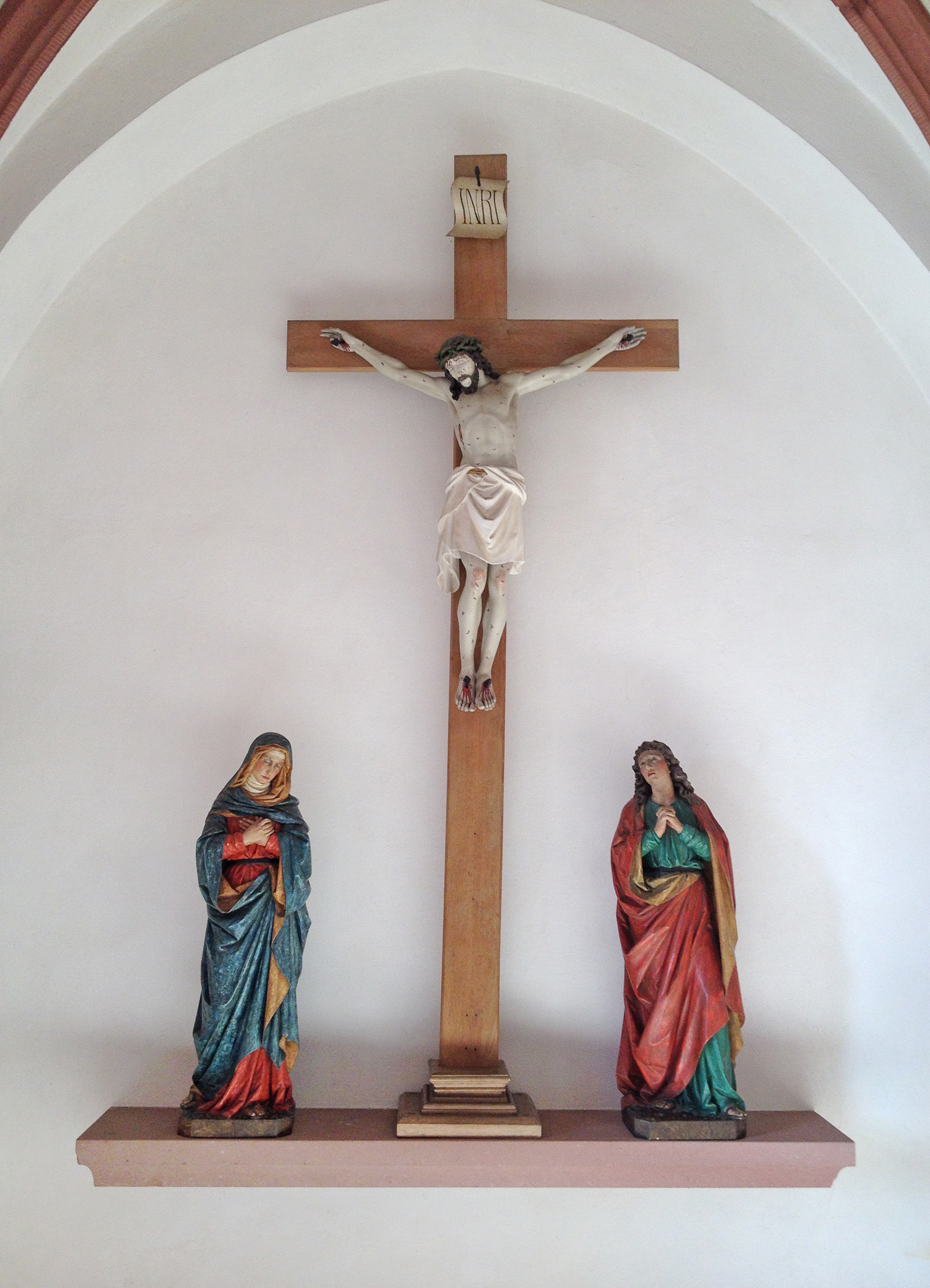
Kreuzigungsgruppe aus der alten Heilig-Kreuz-Kirche